# Thalassocarididae
Famille
Thalassocarididae est une famille de crevettes (crustacés décapodes) de la super-famille Pandaloidea.

## Liste des genres
Selon World Register of Marine Species (31 décembre 2018) :
- genre Chlorotocoides Kemp, 1925
- genre Thalassocaris Stimpson, 1860